# Bobina de choque

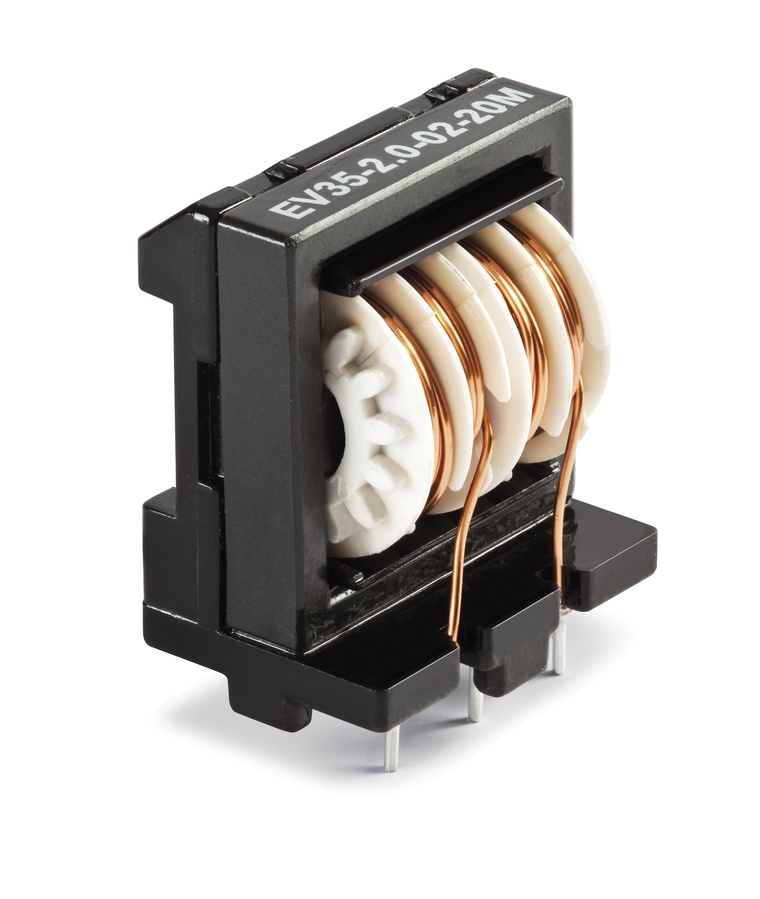
Una bobina de choque de 20 mH y 2 A.

En electrónica, una bobina de choque (en inglés choke) es un inductor diseñado para tener una reactancia muy grande a una frecuencia o rango de frecuencias determinadas. Una bobina de choque se usa, bien para impedir el paso de la corriente alterna  de una parte de un circuito a otra, al mismo tiempo que se deja pasar la corriente continua, o bien para impedir el paso de corriente en modo común, mientras deja pasar la corriente en modo diferencial. Son muy útiles en los televisores, así como en muchos otros aparatos, actuando como filtros.
Las bobinas de choque usadas en circuitos de radio son diseñados tanto para uso en radiofrecuencia como en audiofrecuencia.
Las bobinas de audiofrecuencia tienen un núcleo ferromagnético para aumentar la inductancia. Las bobinas de choque de alta frecuencia suelen tener núcleo de ferrita o hierro en polvo. A frecuencias todavía mayores, tienen núcleo de aire o de baja inductancia.